# Elisabeth Eberhardt
Elisabeth (Else) Eberhardt (* 3. November 1885 in Stuttgart; † 7. Dezember 1952 in Freudenstadt) war Gründungsmitglied der Deutschen Demokratischen Partei und Mitglied des Landtags von Württemberg. 

## Leben
Elisabeth Eberhardt, Tochter des Hutmachers Emil Theodor Eberhardt und dessen Frau Maria Friederike Regina, war vor 1914 im Vorstand des württembergischen Vereins für Frauenstimmrecht aktiv. Sie war Geschäftsführerin des Verbands der weiblichen Handels- und Büroangestellten in Stuttgart und Gründungsmitglied der Deutschen Demokratischen Partei (DDP). 1925 wurde sie erste Vorsitzende der Angestellten-Versicherung in Stuttgart.
Nach Kandidaturen für den württembergischen Landtag (1920) und für den Reichstag (1924) rückte sie 1926 für den ausgeschiedenen Abgeordneten Fritz Elsas während der zweiten Wahlperiode in den Landtag von Württemberg nach und blieb bis 1928 Mitglied der DDP-Fraktion. Als Landtagsabgeordnete war sie Mitglied des Finanzgerichts und gehörte dem Oberbewertungsausschuss beim Landesfinanzamt an.